# Lleons marins
|  | Per a altres significats sobre lleó marí, vegeu «Operació Lleó Marí». |

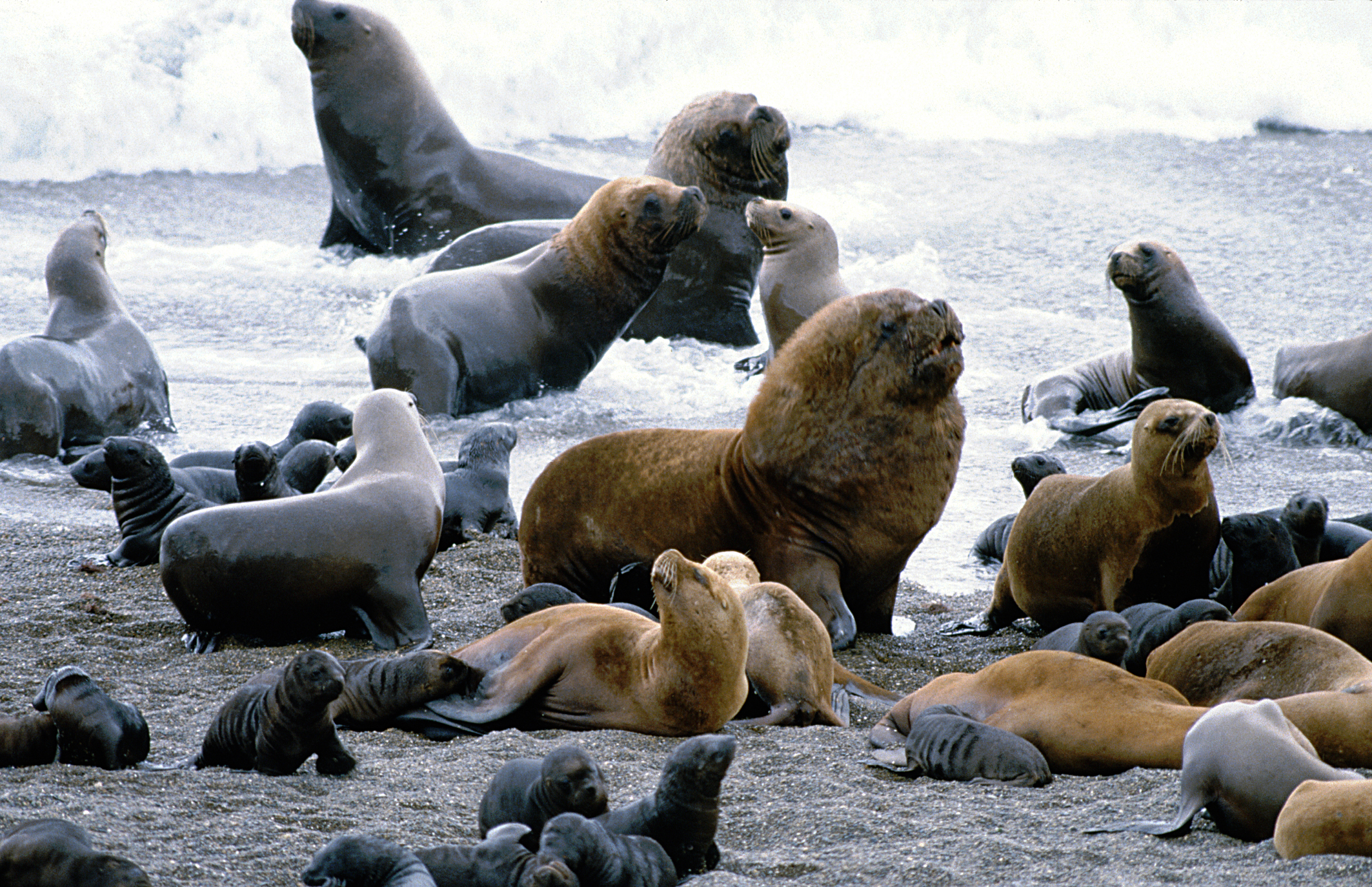
Diversos lleons marins sud-americans

Els lleons marins són diferents espècies de mamífers de la família dels otàrids que viuen en regions de baixes temperatures i s'alimenten principalment de peixos com ara anfosos i arengs, a més de mol·luscs. El seu nom deriva del fet que els mascles adults tenen un pelatge diferent del de les femelles: tenen una mena de crinera, com els lleons. També emeten un tipus de rugit greu.